# 陳吊眼
陈吊眼（？—1282年），又作陈大举、陈钓眼，畲族，南宋漳州诏安县二都白叶峒人（今福建省漳州市诏安县太平镇白叶村）人。元朝初期福建起事领袖。

## 生平
德祐二年（1276年）五月，张世杰与陈宜中拥立赵昰为皇帝。1277年，张世杰率领的宋军与陈吊眼率领的汀漳义军、许夫人率领的畬军围攻蒲寿庚据守的泉州城，不克。宋朝灭亡後，陈吊眼聚党十万，连五十余寨，扼险自固。攻打元朝汀、漳诸路。
元世祖至元十七年（1280年）八月，枢密副使孛罗请命完者都讨陈吊眼，收降黄华。至元十八年（1281年），称“镇闽开国大王”；与此同时，南剑州的邱细春称“镇国开国大王”；八月，建元昌泰；闰八月初一·癸巳（1281年9月14日），阿塔海乞率领戍守三海口的军队攻击陈吊眼，大将高兴攻破其十五寨，陈吊眼逃至千壁岭。十九年（1282年）三月，完者都和高兴上至半山，诱陈吊眼说话，擒获，在漳州斩首，余党都被镇压。

## 年号
陳吊眼的年号昌泰（1281年），前后共1年。

## 亲属
- 父亲：陈文桂
- 叔父：陈桂龙、陈满安